# Jason Gant
Jason M. Gant (* 18. Dezember 1976 in Platte, South Dakota) ist ein US-amerikanischer Unternehmer und Politiker (Republikanische Partei).

## Werdegang
Jason M. Gant graduierte 1995 an der Geddes High School. 1999 erwarb er dann einen Bachelor of Science in Politikwissenschaft an der University of South Dakota in Vermillion (Clay County). Von 1999 bis 2004 war er Direktor bei Dakotacare und von 2004 bis 2005 eine Führungskraft bei der South Dakota State Medical Association. Seit 2005 ist er Eigentümer der Gant Group, Inc.
Gant verfolgt auch eine politische Laufbahn. Im Jahr 2000 kandidierte er für den Stadtrat von Sioux Falls. Von 2005 bis Anfang 2011 saß er für den 11. Distrikt im Senat von South Dakota. Während dieser Zeit hatte er den Vorsitz im Government Operations & Audit Committee und dem Local Government Committee. Des Weiteren war er stellvertretender Vorsitzender im Transportation & Local Government Committee und Mitglied im Health & Human Services Committee und Commerce Committee. Bei den Wahlen im Jahr 2010 wurde er zum Secretary of South Dakota gewählt – ein Posten, den er von 2011 bis Anfang 2015 innehatte. Während seiner Amtszeit führte er das Innovative Overseas Absentee-Balloting System (iOASIS) für die militärische Währerschaft ab den Wahlen im Jahr 2014 ein. Dieses System vereinigt zum ersten Mal in der Geschichte die Sicherheitsmerkmale der Common Access Cards (CAC), welche vom Verteidigungsministerium der Vereinigten Staaten an ihr Personal ausgegeben werden, mit einem staatlichen Wahlsystem. iOASIS verifiziert und authentifiziert Überseewähler. Die Wähler können sich registrieren, einen Stimmzettel hinsichtlich einer Briefwahl anfordern und erhalten, im Anschluss den Stimmzettel ausfüllen und dann sicher und zuverlässig abgeben. Dadurch wurde ein 60-Tage-Prozess rationalisiert, die Transaktion erfolgt nun in weniger als 5 Minuten. Nachdem ein Wähler seinen Stimmzettel ausgefüllt hat, wird der Stimmzettel dann ausgedruckt und zwecks Zählung zurückgegeben, könnte aber auch leicht und sicher elektronisch zurückgesendet werden, um den Prozess weiter zu rationalisieren. Gant befürwortet und unterstützt einen landesweiten Einsatz von iOASIS in den Vereinigten Staaten.
Er ist Mitglied der Minnesota County Republican Party, der South Dakota Republican Party, und der Knights of Columbus.
Mit seiner Ehefrau Chris hat er drei Kinder: Abbi, Sophie und Mallory. 